# Мажит, Самат Амангельдыулы
Самат Амангельдыулы Мажит (каз. Самат Амангелдіұлы Мәжит; 24 марта 2000, Атбасар, Казахстан) — казахстанский футболист, защитник клуба «Мактаарал».

## Карьера
Футбольную карьеру начинал в 2018 году в составе клуба «Астана М» во второй лиге. 31 октября 2018 года в матче против клуба «Шахтёр» Караганда дебютировал в казахстанской Премьер-лиге (1:3).
В 2023 году подписал контракт с клубом «SD Family».

## Достижения
«Астана»
- Чемпион Казахстана: 2018

## Клубная статистика
| Игровая карьера | Игровая карьера | Лига | Лига | Лига | Кубок | Кубок | Межд. | Межд. | Др. | Др. |
| --------------- | --------------- | ---- | ---- | ---- | ----- | ----- | ----- | ----- | --- | --- |
| 2021            | СДЮСШОР № 8     | В    | 19   | 3    | 9     | 0     | —     | —     | —   | —   |
| 2022            | Жас Сункар      | В    | 22   | 3    | 2     | 0     | —     | —     | —   | —   |
| 2023            | Улытау          | В    | 5    | 0    | 2     | 0     | —     | —     | —   | —   |
| 2023            | SD Family       | В    | 7    | 0    | —     | —     | —     | —     | —   | —   |